# Gunung Karang (berg i Indonesien, Aceh, lat 4,87, long 97,06)
Gunung Karang är ett berg i Indonesien.   Det ligger i provinsen Aceh, i den västra delen av landet, 1 600 km nordväst om huvudstaden Jakarta. Toppen på Gunung Karang är 1 150 meter över havet, eller 70 meter över den omgivande terrängen. Bredden vid basen är 1,0 km.
Terrängen runt Gunung Karang är bergig åt sydväst, men åt nordost är den kuperad. Terrängen runt Gunung Karang sluttar norrut.  Trakten runt Gunung Karang är nära nog obefolkad, med mindre än två invånare per kvadratkilometer. I omgivningarna runt Gunung Karang växer i huvudsak städsegrön lövskog.